# Pascale Grau

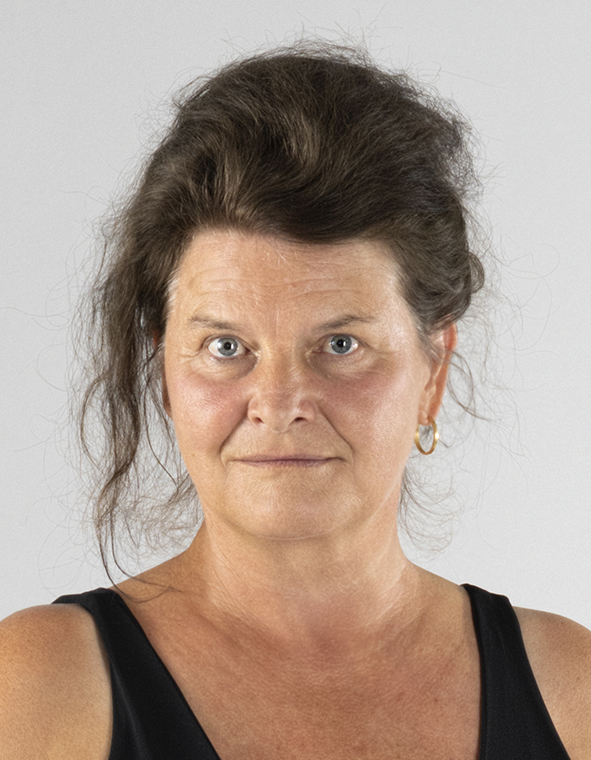
Pascale Grau (2020)

Pascale Grau (* 9. April 1960 in St. Gallen; heimatberechtigt in Ried bei Kerzers und Bargen im Kanton Bern) ist eine Schweizer Künstlerin, Kuratorin sowie Dozentin. Sie beschäftigt sich mit Performance, Konzept- und Videokunst. Als Kuratorin betreute Grau zahlreiche Performance-Veranstaltungen im Kaskadenkondensator Basel. Als Vorstandsmitglied von PANCH – Performance Art Network CH setzt sie sich für ein schweizweites Performance-Archiv ein. Eine Monografie über ihr Werk wurde 2009 veröffentlicht.

## Ausbildung und Wirken
Pascale Grau ist in St. Gallen aufgewachsen. Sie absolvierte das Primarlehrerseminar und eine vierjährige Ausbildung in Modern Dance am HC-Studio von Heiner Carling in Bern. Danach studierte sie von 1986 bis 1992 an der Hochschule für bildende Künste Hamburg und erhielt ihr Diplom in Visueller Kommunikation. Zu ihren Lehrern gehörten Bernhard Blume (Freie Kunst) und Wilfried Minks (Bühnenbild). Anschliessend war Pascale Grau bis 1994 Meisterschülerin und Assistentin von Marina Abramović.
Seit 1995 arbeitet Pascale Grau als Künstlerin, Kuratorin sowie Dozentin und tritt regelmässig als Performancekünstlerin auf, unter anderem mit Andrea Saemann und Judith Huber. Von 1998 bis 2006 war sie im kuratorischen Team und Vorstand der selbstverwalteten Kultureinrichtung Kaskadenkondensator Basel. Eine Weiterbildung als Kunsttheoretikerin erhielt sie im MAS-Programm der Zürcher Hochschule der Künste (ZHdK). Pascale Grau war Mitglied der 2003 gegründeten Independent Performance Group (IPG).
Pascale Grau rief 1997 mit Monika Dillier, Katharina Erich, Susanne Fankhauser, Lisa Fuchs, Muda Mathis, Barbara Naegelin, Andrea Saemann und Sus Zwick zum Ersten Manifest grosser und angesehener Künstlerinnen auf. Das Projekt Erstes Manifest grosser und angesehener Künstlerinnen war im Rahmen der Ausstellung Fun Feminism täglich vom 16. Dezember 2022 bis 19. März 2023 zwischen 18 und 20 Uhr auf dem Lichtfries des Neubaus des Kunstmuseum Basel zu sehen.
Von 2003 bis 2005 war sie Lehrbeauftragte für Performance im Bereich Medienkunst an der FHA, Aarau und 2008/2009 Dozentin für Performancekunst an der F+F Schule für Kunst und Design, Zürich. Von 2010 bis 2012 leitete sie das SNF-DORE Forschungsprojekt «archiv performativ» am Institute for Cultural Studies in the Arts an der ZHdK. Seit 2007 führt sie Performance-Workshop im In- und Ausland (Indien, Thailand und Bolivien) durch. Ferner hält sie wissenschaftliche Vorträge an Universitäten, Akademien und Fachhochschulen. Sie ist Gründungs- und Vorstandsmitglied des Netzwerks PANCH. Innerhalb des Netzwerks setzt sie sich mit Symposien für die Sichtbarmachung von Performancekunst ein. Pascale Grau lebt und arbeitet in Basel.
Videostills aus der Serie Un tout petit peu – Performance für die Kamera

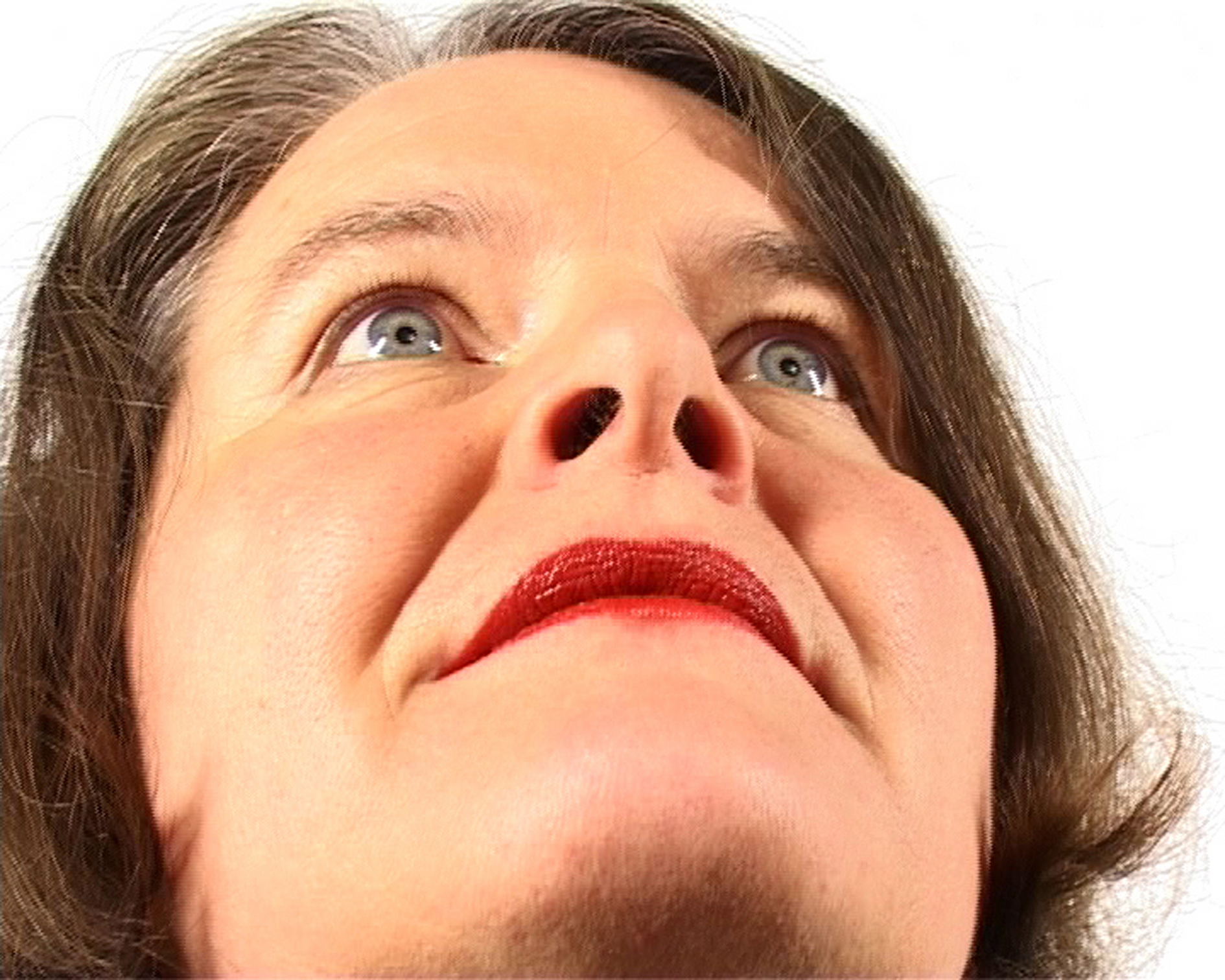
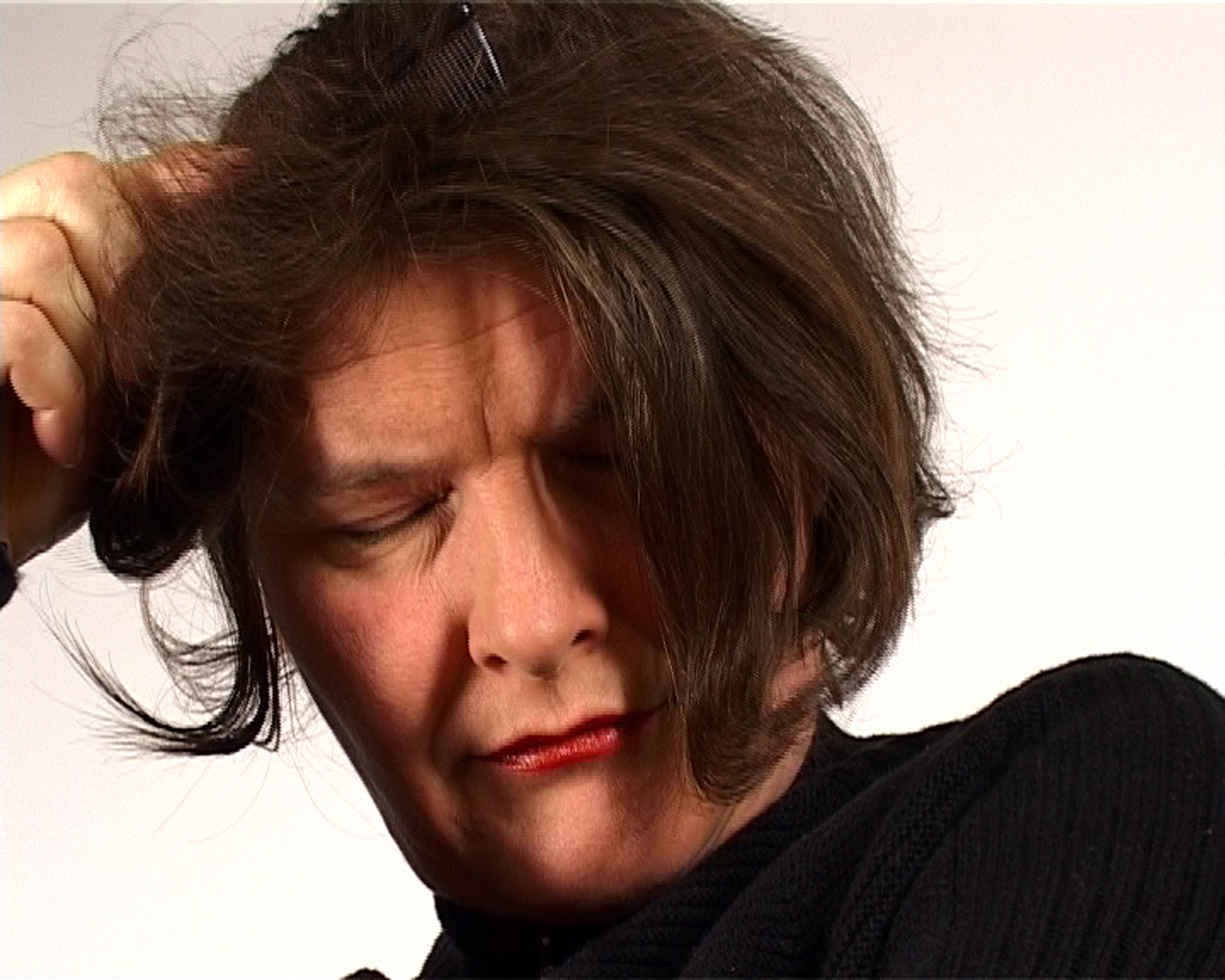
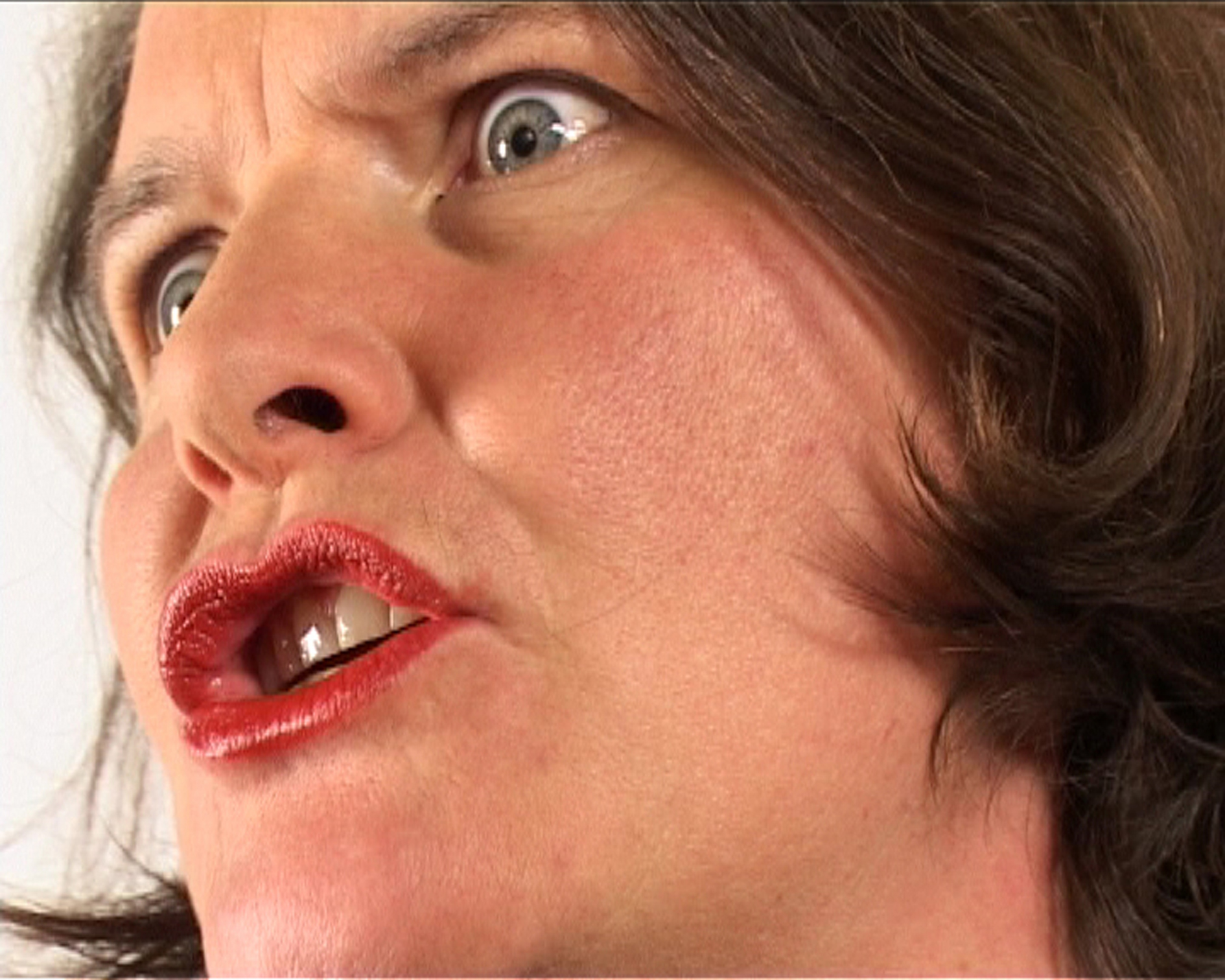

### Zitat und Statement
«So setzt die Performerin ihre physische Präsenz als Ausdruckmittel ein und sich selbst den Reaktionen der ZuschauerInnen aus. – Die installativen Arbeiten von Pascale Grau entspringen der Logik der Performance-Art. Manche von ihnen sind Relikte und Zeugen von vergangenen Aktionen, andere transformieren Motive, Ideen und Bilder, die im Zusammenhang mit Live-Performances entstanden sind.»

«Mit den Handlungen an und mit meinem Körper, dem Einsatz meiner Stimme, aber auch der Inszenierung von Bildern und Stimmungen möchte ich Emotionen wachrufen. Gerade in den Live-Performances versuche ich meine körperliche Präsenz im Raum so stark werden zu lassen, dass sich ihr niemand entziehen kann, dass eine Übertragung auf das Publikum stattfindet.»

## Auszeichnungen
- 2010: Kunstankäufe 2010 Kanton Basel-Landschaft[9]
- 2009: Werkbeitrag Kunstkredit Basel-Stadt[9]
- 2005: Werkbeitrag Stadt und Kanton Luzern. Für Ushi-Gake & Ashi-Dori
- 2001: Foto-Film-Videokredit der Kantone Basel-Stadt und Basel-Landschaft[10]
- 1998: Förderpreis, Aeschlimann-Corti-Stipendium[10]
- 1998: Atelierstipendium Nairs, Stiftung BINZ39, Scuol
- 1998: Werkbeitrag der Stadt Bern
- 1995: Werkbeiträge von Stadt und Kanton Bern
- 1994: Förderpreis, Freundeskreis der Hochschule für bildende Künste HfBK, Hamburg

## Performance und Installationen
- 2025: Pascale Grau. Me as a fountain. HILTIBOLD Plattform für aktuelle Kunst, St.Gallen
- 2025: ARCHIVES & BEYOND. Ein Re-Performance-Projekt von Dorothee Daphi und Pascale Grau mit Greta Granderath, Lorena Izquierdo, Ursula Scherrer, Jasminka Stenz, Steffi Weismann. Lichthof Theater, Hamburg[11]
- 2022: BANG BANG – translokale Performance Geschichte:n, Museum Tinguely Basel

- 2020: Tun was man kann 2, mit Claudia Grimm, 6x2 Performance-Duos, Kaskadenkondensator Basel[12]
- 2019: Me as a fountain, Performance Openair, Stadtpark St. Gallen[13]
- 2019: Aufstellung mit Interieur, mit Claudia Grimm, Alte Synagoge Hegenheim[14]
- 2017: Overdubbing, mit Claudia Grimm, DOCK, Basel[15] / neoscope 17 im Kunsthaus Zofingen, Kino Palass Zofingen
- 2017: …was erinnert… Kulturzentrum Nairs, Scuol
- 2017: Instant Kommentar, Open Air/Open Space, Srinagar Biennale, Basel[16]
- 2016: Eisprung revisited 2, Heimspiel Kunstmuseum St. Gallen[17]
- 2016: Im Hause schlafen hundert Hunde, Unwrap The Present, Progr Bern / LEGS, Ausstellungsraum Klingental Basel[18]
- 2013/14: Kamsanging, Performancereihe Neu Oerlikon, Oerlikerpark Zürich, Kunst der Begegnung, Performance Art aus den Philippinen und der Schweiz, Hafenareal 2013: Basel, adapter Kilometer 0, Kunstmuseum Aarau[19]
- 2012: Eisprung revisited 1, migma Performancetage, Hallenschwimmbad Luzern
- 2011: Discours of Love, ASIATOPIA, International Performance Art Festival, Suan Buak Haad Park Chiangmai Thailand
- 2010: Performance-Digest, Buchvernissage Kunsthaus Baselland, Muttenz
- 2009: Erzählstoffe, Telling Tales, Performancetag im Kunstmuseum Kanton Thurgau, Kartause Ittigen (Warth), Theaterhaus Gessnerallee (Zürich)
- 2007: Mimikry, International Performance Art Festival TIPAF, Guilding Street Avant-Garde, Theatre und Shi-Da Park, Taipeh (Taiwan), Les jeux sont faits, Kunsthalle Palazzo (Liestal)
- 2006: Ushi Gake & Ashi Dori mit Judith Huber, Züri-Plage, Theaterhaus Gessnerallee (Zürich)
- 2006: Interiors, FUTURE OF IMAGINATION 3, International Performance Art Event, Art Museum & The Substation, Singapur und DaDao Live Art Festival, South Gate, Space, 798 Dahanzi Art District, Peking
- 2005: Ovation, Der Längste Tag, Kunsthof Zürich[20]
- 2005: Die Welt mit Blumen schlagen, Gifted Generation Independent Performance Group., HAU 1 Berlin
- 2004: Ring-Ring, mit Judith Huber, BONE 7. Performance-Duos, Schlachthaus Theater Bern und Kunstpanorama Luzern und k3 project space Zürich
- 2001: enhanced by King Kong, Improvisation/paroles/sons/images, Centre Pompidou (Paris), EXIT Festival, Cable Factory (Helsinki), Marking the Territories, Irish Museum of Modern Art (Dublin), BONE 4, Schlachthaus Theater (Bern)[21]
- 2000: 3x3 2. Schritt, mit Andrea Saemann, Collaborations/Kollaborationen, o.T. Raum für aktuelle Kunst, Luzern
- 1999: Endorphine, killing me softly, Performance-Weekend, Kunsthalle Bern und
- Internationale Performancetage Giswil, Kunstraum Turbine Giswil
- 1998: Eisprung, Nonlieux – Poesie des Nichtortes, St. Albanvorstadt und Kaskadenkondensator Basel / Aufschnitt. Medien-Körper, Performance-Nacht
- Frankfurter Buchmesse, Künstlerhaus Mousonturm, Frankfurt
- 1997: Leiblied Variationen, Kaskadenkondensator (Basel) und Die geben von Herzen, Kiosk durch Kunstkanal, Bern mit Andrea Saemann und Simone Kurz
- 1997: Textile Hilfestellung, mit Andrea Saemann, Jäger + Sammler, Neue Börse, S-Bahnhof Selnau, Zürich
- 1996: 3x3, 2. Schritt, mit Andrea Saemann, in & out, intercanvi zürich-basel-madrid-barcelona, Centre Civic Can Felipe, Barcelona; und CRUCE Arte y pensamiento contemporáneo, Madrid; und femmes et leur corps, D! Club, Lausanne; und Glassbox, Paris; und Body Act, Performance-Weekend, Konsthall, Malmö, Schweden
- 1995: Die Hochzeitstafel in den Lieblingsfarben der Braut, Performance-Index 95, Werkraum Warteck pp, Basel
- 1995: Haus Sa(e)gen. Eine theatralische Einrichtung, mit Gruppe a.b., Kulturfabrik Kampnagel, Hamburg
- 1993: dressing 1-5, Junge Hunde im Mai, mit Gruppe a.b., Kulturfabrik Kampnagel, Hamburg[22]
- 1991: Fusshygiene, Bundesratufer, Alt-Moabit und Hochschule der Künste HdK, Berlin[22]
- 1991: Weit West Wild Nah, mit Gruppe a.b., Projektionen auf Winnetou, Völkerkundemuseum, Hamburg
- 1992/1990/1989: as a wife has a cow a lovestory mit Andrea Saemann, Initiale ’92, Junge europäische Kunst. MeisterschülerInnen von documenta IX KünstlerInnen, Kloster Haydau,[23][24] Morschen / Thalia-Theater, Hamburg / Beluard-Festival, Fribourg / Kulturbahnhof Thun / Kino Reithalle, Bern / Säulenhalle, Kanzlei, Zürich / Künstlerhaus Vorwerkstift (Hamburg)

## Videokunst
- 1999: Endorphine[25]
- 2002: Ovation[26]
- 2006: Mimikry
- 2008: Un tout petit peu[27]

## Ausstellungen
- Regionale.5, Kunstverein Freiburg, 2004
- Regionale.7, Kunstverein Freiburg, 2006
- Pascale Grau, video tank Zürich, 2008
- pace, Kunsthaus Baselland, 2010 (Gemeinschaftsausstellung mit: Lorna Macintyre und Laurent Montaron; kuratiert von Sabine Schaschl)
- HEIMSPIEL, Kunstmuseum Liechtenstein, Kunstmuseum St. Gallen, NEXTEX, Neue Kunst Halle St. Gallen, Kunstraum Engländerbau, 2010
- Aus Falten der Erinnerung, Dock, Basel, 2020[28]
- Ohren auf, Augen zu, Film ab, S11, Künstlerhaus Solothurn, 2022[29]
- Elf akustische Portraits, Villa Renata, Basel, 2022[30]

## Schriften
- 2004: mit Katrin Grögel, Andrea Saemann: Selbst ist die Kunst! Kunstvermittlung in eigener Regie. edition fink, Zürich, ISBN 978-3-906086-68-2.
- 2005: mit Matthias Scheurer: Gundeldinger Feld. Vom Traum zum Raum. Anleitung zur Umnutzung. Christoph-Merian-Verlag, Basel, ISBN 978-3-85616-259-7.
- 2018: Pascale Grau. Kleiner Diskurs zur Weiterschreibung von Performancekunst durch Archive und Kunstinstitutionen aus dem Blickwinkel der Künstler*innen. In: Eine Annäherung an Lücken der Ausstellung Performance Process im Museum Tinguely.
- 2019: Archive des Ephemeren: Broschüre PANCH - AG Performative Archive 2019: Pascale Grau, Olivia Jaques, Tabea Lurk, Valerian Maly Margarit von Büren, Julia Wolf.
- 20019: Pascale Grau. Performancekunst im archiv performativ. In: Kunstforum international, Nov. 2019 S. 144–149.[31]

## Audiografie/SRF Radiointerviews
- 5. August 2005 Passage 2 Marina Abramovic. Die Mutter der Performance. Redaktion: Gabriela Christen, Dauer: 54’ Produktion Radio DRS 2.
- 8. September 2011 DRS2 aktuell Archiv Performativ Interview mit Pascale Grau, Redaktion: Andreas Müller-Crepon, Dauer: 6:41 Radio DRS2.
- 18. Oktober 2011 Reflexe. Performance erforschen. Redaktion: Dagmar Walser, Dauer: 30:04 Produktion: Radio DRS 2.
- 30. Oktober 2016 Stadtrand: Radiobeitrag zum Hörspiel von Pascale Grau und Claudia Grimm ab min.: 7:49, in: Stadtrand, Redaktion: Jaronas Scheurer, Produktion: Radio X.
- 3. November 2018 Kultur Kompakt: ab Min. 10:09 – 15:00 SRF Interview zu Performancekunst und ihrer Archivierung, von Wanda Düring mit Pascale Grau und Valerian Maly, anlässlich des Symposiums vom 3.–6. November 2018 im Kunstmuseum Bern, Produktion SRF Kultur.